# 車道鎮
車道鎮（韓語：차도진，1983年7月15日—），韓國男演員。出道初期以本名林成奎出演作品，後於2013年正式啟用藝名車道鎮。

## 演出作品

### 電視劇
- 2009年：MBC《朋友，我們的傳說》飾演 道洛可
- 2010年：SBS《醫生冠軍》飾演 高範
- 2010年：SBS《雅典娜：戰爭女神》飾演 吳大植
- 2011年：MBC《夥伴》飾演 振德
- 2013年：KBS《蔘生》飾演 朴東宇
- 2013年：MBC《奇皇后》飾演 塔拉海
- 2014年：KBS《貓來了》飾演 車東宇（特別演出）
- 2015年：KBS《星星閃爍》飾演 洪晟國
- 2016年：KBS《Master—麵條之神》飾演 李基白
- 2016年：SBS《你是禮物》飾演 馬道振
- 2017年：MBC《多樣的兒媳》飾演 朴珉浩
- 2019年：MBC《The Banker》飾演 趙榮慶
- 2024年：KBS《美女與純情男》飾演 崔導演

### 電影
- 2007年：《愛情（朝鲜语：사랑 (2007년 영화)）》飾演 鄭尚宇
- 2008年：《以牙還牙（朝鲜语：눈에는 눈 이에는 이 (영화)）》飾演 車英才
- 2013年：《肚臍（朝鲜语：배꼽 (영화)）》飾演 朴燦赫

## 外部連結
- 車道鎮的Instagram帳戶
- NAVER搜索